# آلن کراسلند
آلن کراسلند (انگلیسی: Alan Crosland؛ ۱۰ اوت ۱۸۹۴ – ۱۶ ژوئیهٔ ۱۹۳۶) هنرپیشه و کارگردان اهل ایالات متحده آمریکا بود. آلن فقط ۴۲ سال عمر کرد و در اوج فعالیت هایش بر اثر یک تصادف سنگین اتومبیل فوت کرد. برخی او را بنیان‌گذار یا پدر عصر طلایی هالیوود می دانند زیرا کراسلند در اواخر دهه ۱۹۲۰ میلادی با کارگردانی فیلم داستانی بلند به شهرت رسید. او نخستین فردی بود که به سینمای صامت پایان داد و یک اثر سینمایی پربیننده بسازد. 